# Sisaque II
Sisaque II (889 a.C.), também conhecido como Shoshenk II ou Sheshonk II, foi um faraó da XXII dinastia do Antigo Egito. Filho de Osocor I pela Princesa Maatkare II, filha por sua vez do Faraó Psusenés II, Sisaque II era assim herdeiro da XXI dinastia, tal como da XXII dinastia. A maior parte da sua carreira política fora passada a exercer o cargo de Sumo Sacerdote de Amun em Tebas. Pouco mais se sabe sobre este Faraó. 

## Tebas
Pouco tempo após a ascensão do seu pai Osocor ao poder, Sisaque foi nomeado Sumo Sacerdote de Tebas. Assim, Osocor I continuara com a política começada pelo seu pai e sucessor, Sisaque I, que consistia de nomear sempre um filho do faraó incumbente como Sumo Sacerdote de Ámon.

## Os Descendentes de Sisaque II
Sisaque II devia de ser um indivíduo bastante influente, já que era o fruto de duas dinastias egípcias. Foi esta razão que levou a nobreza local a vê-lo a ele e aos seus descendentes como símbolos potenciais de independência. Não há registos de que Sisaque II terá apoiado a independência de Tebas - muito pelo contrário, pode-se inferir do facto de ter sido nomeado co-regente do seu pai que era verdadeiramente contra estes sentimentos independentistas. 
Contudo, o seu filho Harsiese A, parece ter tentado reivindicado a independência de Tebas, e até usado o título de rei durante o reino de Taquelote I